# رومان (شعب)
الرومان هم مجموعة ثقافية –وقد يُشار إليها بالمجموعة الإثنية أو بصفتها جنسية، وفق أوجه مختلفة– استطاعت في العصور الكلاسيكية القديمة –منذ القرن الثاني قبل الميلاد وحتى القرن الخامس ميلادي– حكم أجزاء واسعة من أوروبا والشرق الأدنى وشمال أفريقيا عبر سلسلة من الفتوحات أو المعارك التي خاضتها إبان عهد الجمهورية الرومانية، ثم الإمبراطورية الرومانية لاحقًا. لم يرَ الرومان أن تصنيف «روماني» يرتكز على اللغة المشتركة أو الإثنية المتوارثة، بل اعتبروا كلمة روماني دلالة على انتماء المرء إلى المجتمع الديني أو السياسي، وتشارك العادات والتقاليد والقيم والأخلاق وأسلوب الحياة نفسه.
يُعتقد أن مدينة روما تأسست عام 753 قبل الميلاد، وتألف سكانها الأوائل من مجموعة واحدة من عدة شعوب إيطالقية (شعوب إيطاليا القديمة) التي عاشت في شبه الجزيرة الإيطالية. تزامنًا مع تزايد مساحة الأراضي التي خضعت للسلطة الرومانية، مُنح حق المواطنة تدريجيًا للشعوب المختلفة التي خضعت للحكم الروماني. تزايد عدد السكان الرومان بشكل سريع جراء تأسيس مستعمرات على طول الإمبراطورية، وعبر منح المواطنة لمحاربي الجيش الروماني القدامى، ومنح حق المواطنة بشكل شخصي من طرف الأباطرة الرومان. في عام 212 ميلادي، وسّع الإمبراطور كاراكلا حقوق المواطنة لتشمل كافة سكان الإمبراطورية الأحرار عبر إصدار المرسوم الأنطوني.
صمدت الهوية الرومانية في أوروبا الغربية عقب انهيار الإمبراطورية الرومانية الغربية في القرن الخامس، فاحتفظت بكونها مصدرًا سياسيًا مهمًا على الرغم من تناقص عدد حامليها. لم تبدأ كلمة «روماني» بالتلاشي في أوروبا الغربية حتى اندلاع حروب الإمبراطور الروماني الشرقي جستينيان الأول الساعية إلى استعادة السيادة الإمبراطورية على المقاطعات الغربية، واختفت بشكل شبه نهائي في القرنين الثامن والتاسع، وتزايد استخدامها من طرف الغربيين لوصف مواطني مدينة روما فقط. استمرت أهمية المدينة روما بالنسبة إلى الأوروبيين الغربيين، لكن تلك الأهمية نبعت من كون روما مركز البابوية الكاثوليكية، وليس جراء كونها عاصمة إمبراطورية عظيمة في السابق. على أي حال، وفي القسم الشرقي من الإمبراطورية، وهو القسم الناطق بالإغريقية بشكل رئيس والذي يطلق عليه المؤرخون المعاصرون غالبًا اسم الإمبراطورية البيزنطية، حافظت الهوية الرومانية على نفسها حتى انهيار الإمبراطورية عام 1453 وما بعد، على الرغم من بعض الانقطاعات في تاريخ وجود الإمبراطورية خلال فترة الفرانكوكراتيا وبروز الوعي القومي الإغريقي الأرثوذكسي المرافق، والمناوئ، للحملات الصليبية التي شنها الغرب اللاتيني، فخاضت الهوية الرومانية في الشرق انتقالًا من كونها هوية عالمية/متعددة الإثنيات إلى هوية سابقة للهوية القومية الإغريقية.
لا تزال الهوية الرومانية قائمة حتى اليوم، لكن بشكل مُصغّر جدًا. لا تزال كلمة «روماني» مستخدمة للدلالة على سكان مدينة روما، ويُستخدم المصطلح روميي أو رومايوي (بشكل نادر) في اللغة اليونانية الحديثة للإشارة إلى سكان تلك المدينة. بالإضافة إلى ذلك، لا تزال أسماء وهويات بعض الشعوب الرومانسية متصلة بالجذور الرومانية، تحديدًا في جبال الألب (كالرومانشيين والروماند) والبلقان (كالرومانيين «سكان رومانيا» والأرومانيين والإسترو–رومانيين «مشتق من شبه جزيرة إستريا»)

## معنى مصطلح «روماني»
يُستخدم مصطلح «روماني» بشكل متبادل لوصف فترة زمنية تاريخية وثقافة مادية وموقع جغرافي وهوية شخصية. صحيح أن تلك المفاهيم مرتبطة مع بعضها بشكل واضح، لكنها ليست متطابقة. يميل المؤرخون المعاصرون إلى امتلاك فكرة معينة عما تعنيه كلمة روماني، أو ما يُصطلح تسميته بــ المبادئ والهوية الرومانية أو رومانيتاس (وهو مصطلح نادرًا ما استخدم في روما القديمة أساسًا)، لكن فكرة تلك المفاهيم أو المبادئ الرومانية لم تكن ثابتة أو غير متغيرة. فما تعنيه كلمة روماني، وماهية روما نفسها، شيئآن مختلفان بنظر مواطن روماني عاش في الجمهورية الرومانية في القرن الثاني قبل الميلاد مقارنة بروماني عاش في القسطنطينية خلال القرن السادس ميلادي. وعلى الرغم من الكلام السابق، بقيت بعض العناصر مشتركة خلال معظم التاريخ الروماني.
على عكس شعوب قديمة أخرى، كالإغريق والغاليين (سكان بلاد الغال)، لم ينظر الرومان إلى هويتهم المشتركة بصفتها هوية قائمة، حُكمًا، على اللغة المشتركة أو الإثنية المتوارثة عبر الأجيال. بدلًا من ذلك، كانت العوامل المهمة التي تجعل من المرء رومانيًا هي انتماؤه للمجتمع السياسي أو الديني الروماني الأكبر وتشارك العادات والقيم والأخلاق وأساليب الحياة المشتركة. كانت اعتقادات المرء وأفعاله ذات أهمية أكبر بكثير من النسبَ أو السلالة المشتركة من ناحية مفهوم الهوية الرومانية.
كان مفتاح اكتساب هذه «الهوية والمبادئ الرومانية» بنظر بعض الخطباء الرومان ذائعي الصيت، كشيشرون على سبيل المثال، هو الالتزام بالتقاليد الرومانية وخدمة الدولة الرومانية. على أي حال، لم يتجاهل أولئك الخطباء أهمية رابطة الدم وتأثيرها على شخصية وماهية الأفراد الرومان، فإن تجاهلوا هذا العامل، ستصبح تلك الهوية، للمفارقة، غير رومانية بحد ذاتها. بدلًا من ذلك، ناشد هؤلاء الخطباء معاصريهم من النبلاء مرارًا، وطالبوهم بالحفاظ على عظمة أجدادهم والالتزام بتقاليدهم. لم يبرز الحديث عن الأنساب عادة إلا من طرف أفراد العائلات ذائعة الصيت والشهيرة، بينما ركّزت التقاليد الرومانية الأخرى على النسب الجماعي لروما وسكانها. استطاعت روما، وبشكل فريد، دمج باقي الشعوب، وتلك فكرة أو إحساس متأصل في أساطير تأسيس مدينة روما نفسها –كقصة شخصية رومولوس الأسطورية التي أسست مدينة روما لتكون ملاذًا آمنًا، وقصة اختطاف واغتصاب نساء سابين– ما يمثل اختلاط وامتزاج الشعوب التي مرّت على تاريخ مدينة روما منذ بداية تأسيسها. احتقر شيشرون، ومؤلفون رومان آخرون، شعوبًا معينة كالأثينيين، فكان سكان أثينا يفتخرون بنسبهم المشترك، بينما افتخر شيشرون وأولئك المؤلفون بمكانة روما باعتبارها «أمة هجينة». امتدح ديونيسيوس من هاليكارناسوس، وهو مؤرخ إغريقي عاش في العصور الرومانية، أصول الرومان متعددة الثقافات، فكتب أن الرومان رحبوا، منذ تأسيس روما، بعددٍ لا حصر له من المهاجرين، ولا يشير إلى المهاجرين الذين قدموا من باقي أنحاء إيطاليا فحسب، بل من كافة أنحاء العالم، فاندمجت ثقافات هؤلاء مع ثقافة الرومان.
في المقابل، عبّر بعض المؤلفين الرومان، كتاسيتس وسويتونيوس مثلًا، عن مخاوفهم حول «نقاوة الدم» الروماني تزامنًا مع تزايد أعداد المواطنين الرومان القادمين من خارج إيطاليا الرومانية، لكن أفكار هؤلاء حول «النقاوة» تختلف كثيرًا عن الأفكار المعاصرة حول العرق والإثنية. فعندما تحدث هؤلاء عن مخاوفهم، لم يقترحوا إيقاف تجنيس المواطنين الجدد، لكنهم طالبوا بتقييد عدد حقوق المواطنة الممنوحة. وفق الكتابات التي تركوها، يبدو أن المؤلفين القدامى لم يربطوا كثيرًا بين الأفكار المتعلقة بنقاوة الدم أو الأصل أو «العرق»، وبين صفات وسمات كالملامح الجسدية أو لون البشرة.

## الجمهورية الرومانية

### تاريخ سياسي
كانت الحرب إحدى أهم جوانب الحياة الرومانية القديمة، فكان الرومان يشاركون في الحملات العسكرية كل عامٍ تقريبًا، وكانت طقوس إعلان بداية ونهاية مواسم الحملات وانتخابات كبار القضاة (منصب يعادل قادة الجيش) تحدث في حلبة مارس (كامبوس مارتيوس، ومارس هو إله الحرب لدى الرومان). أُلزم كافة المواطنين الرومان بأداء الخدمة العسكرية، فكان أغلب الشباب يخدمون عدة سنوات. بإمكان كافة الجنود اكتساب مكافآت ومراتب شرف تقديرًا لبسالتهم وشجاعتهم في المعركة، لكن أعلى مكافأة عسكرية كانت احتفال النصر الروماني، وهو مخصص للقادة والجنرالات. خلال القرون القليلة الأولى من تاريخ المدينة، لم تحقق الأعمال الحربية الرومانية نجاحًا ساحقًا، فكانت معظم الحملات عبارة عن اشتباكات صغيرة مع دول المدن اللاتينية الأخرى في الجوار المباشر، لكن بدءًا من منتصف القرن الرابع قبل الميلاد وما بعد، حقق الرومان سلسلة من الانتصارات أدت إلى بسط سيطرتهم على كامل إيطاليا جنوب نهر بادي بحلول العام 270 قبل الميلاد.